# Erulia
Erulia (Taiwano, Tajuano, Taiguano, Taibano ou Eduria), índios semelhante ao Barasana da família tucano, que habitam marges do Caño Piedra e Tatú afluentes do rio Pirá-paraná e o rio Cananarí afluente do Apapóris em território colombiano do departamento colombiana de Vaupés , . Autodenominam-se Ūkohinomasã e são considerados originários da mítica Anaconda, que pôs cinco ovos, quando descia o rio Pira-Paraná. Desses cinco ovos originou-se cinco tribos, uma das quais eles próprios. Esse povo realiza a típico da cerimônia, "Juruparí". Estão organizados em 14 clãs patrilineares, a base de sua organização social é a família nuclear. Mantém-se com uma economia de caça, pesca, coleta e horticultura. (Arango & Sánchez 1998 ) entre os índios Barasana, Tatuyo Kawiyarí.